# Maukafink
Maukafink (Orthiospiza howarthi) är en förhistorisk utdöd tätting i familjen finkar som tidigare förekom i Hawaiiöarna. Den placeras som ensam art i släktet Orthiospiza.

## Utbredning
Maukafinken är endast känd från några få benlämningar funna i grottor. Den var endemisk till höglänta områden (över 1000 meter över havet) på Mount Haleakalā på ön Maui i Hawaiiöarna. Det spekuleras i att den dog ut på grund av habitatförlust. Troligen dog den ut redan innan européer anlände till ön 1778.

## Utseende
Maukafinken var 18-20 lång och hade en stor men relativt svag näbb anpassad till att äta mjuka frukter, frön och blommor från till exempel Metrosideros polymorpha. Den tros ha bebott höglänta skogar, men fossil har funnits även vid lägre nivåer.

## Utdöende
På grund av att den dog ut relativt tidigt vet man inte särskilt mycket om arten. Den verkar ha dött ut inte långt efter att de första polynesierna som omvandlade skogar till jordbruksmark och införde djurarter mot vilka maukafinken inte hade något försvar. Enligt fossilfynden verkar arten ha minskat kraftigt under tidigt 1500-tal. Det spekuleras i att artens besök i låglänta områden gjort att den kommit i kontakt med olika fågelsjukdomar. Än idag hotas flera ursprungliga skogsarter på Hawaiiöarna av fågelsjukdomar.

## Familjetillhörighet
Arten tillhör en grupp med fåglar som kallas hawaiifinkar. Länge behandlades de som en egen familj. Genetiska studier visar dock att de trots ibland mycket avvikande utseende är en del av familjen finkar, närmast släkt med rosenfinkarna. Arternas ibland avvikande morfologi är en anpassning till olika ekologiska nischer i Hawaiiöarna, där andra småfåglar i stort sett saknas helt.

## Namn
Fågelns vetenskapliga artnamn hedrar den amerikanska ekologen och entomologen Dr Francis Gard Howarth.